# Solanum ionidium
Solanum ionidium är en potatisväxtart som beskrevs av Friedrich August Georg Bitter. Solanum ionidium ingår i släktet skattor som ingår i familjen potatisväxter. Inga underarter finns listade i Catalogue of Life.